# Dolores Gray
Dolores Gray est une actrice et chanteuse américaine née le 7 juin 1924 à Chicago en Illinois, morte le 26 juin 2002 à New York (États-Unis).

## Filmographie sélective
- 1942 : Lady for a Night de Leigh Jason (non créditée)
- 1944 : Femme aimée est toujours jolie (Mr. Skeffington) de Vincent Sherman (non créditée)
- 1951 : Holiday in Paris : Paris de John Nasht
- 1955 : Beau fixe sur New York (It's Always Fair Weather) de Stanley Donen et Gene Kelly
- 1955 : Kismet de Vincente Minnelli
- 1956 : The Opposite Sex de David Miller
- 1957 : La Femme modèle (Designing Woman) de Vincente Minnelli
- 1988 : Doctor Who : épisode « Silver Nemesis »  : Mrs Remington